# Retroculinae
A Retroculinae a sugarasúszójú halak (Actinopterygii) osztályába a sügéralakúak (Perciformes) rendjébe és a Cichlidae családjába tartozó alcsalád.
Cichlidae (Teleostei: Perciformes)
- Retroculinae
  - Retroculus

A taxonómiai változtatás előtt a Geophaginae alcsaládban található Satanopercák egyik csoportját képezték a Retroculusok. E két halcsoport ránézésre valóban rendkívül hasonlít egymásra, viszont a Retroculusok test alakja kevésbé nyújtott, és a szemgödör viszonylagos helyzete a koponyán másmilyen, mint a Satanoperca fajokén. Ugyan az a halcsoport, de mégsem. Ezt támasztotta alá a Mitochondriális D. N. S. elemzés is (Kullander, 1998). Az 1998-ban felállított Retroculinae alcsalád neve is különleges latin szóösszetétel: a retro latin határozószó (re és re = vissza a hátoldalon), és oculus (latin főnév, jelentése = szem). A Retroculusok széles körben elterjedt fajok Amazóniában, megtalálhatóak a Rio-Tocantins, Rio-Capim, Rio-Xingu, Rio-Arapiuns vízrendszerében. A halnem típus faja a R. lapidifer, a fajok mérete átlagosan 15–20 cm.
- Retroculus lapidifer (Castelnau, 1855)
- Retroculus boulengeri (Eigenmann & Bray, 1894)
- Retroculus septentrionalis (Gosse, 1971)
- Retroculus xinguensis (Gosse, 1971)